# Garbagnate Monastero
Garbagnate Monastero – miejscowość i gmina we Włoszech, w regionie Lombardia, w prowincji Lecco.
Według danych na rok 2004 gminę zamieszkiwało 2186 osób, 728,7 os./km².